# This Old Road
A This Old Road Kris Kristofferson 2006-os albuma, amelyet a New West Records adott ki.

## Dalok
Minden dalt Kris Kristofferson írt, kivéve ahol jelezve van.
1. "This Old Road" – 3:59
2. "Pilgrim's Progress" – 2:14
3. "The Last Thing to Go" – 2:59
4. "Wild American" – 2:26
5. "In the News" – 3:30
6. "The Burden of Freedom" – 3:25
7. "Chase the Feeling" – 4:06
8. "Holy Creation" – 4:37
9. "The Show Goes On" – 3:19
10. "Thank You for a Life" – 3:44
11. "Final Attraction" – 2:56

## Munkatársak
- Kris Kristofferson – ének, gitár, szájharmonika
- Stephen Burton – gitár, mandolin, ének
- Don Was – zongora, basszusgitár
- Jim Keltner – dob

## A Billboard Listán
| Év   | Lemez         | Kategória       | Hely |
| ---- | ------------- | --------------- | ---- |
| 2007 | This Old Road | Country Lemezek | 36   |

## Külső hivatkozások
- Kristofferson: Egy Zarándok Naplója
- A linkgyűjtemény